# Siener van Rensburg
Nicolaas Pieter Johannes Janse van Rensburg (n. 30 august 1864 – d. 11 martie 1926) a fost un bur sud-african, de asemenea, cunoscut și sub numele Siener van Rensburg, care a fost considerat de unii drept a fi un profet al burilor (populație albă din Africa de Sud).
În consecință porecla lui a devenit „Siener”, care în afrikaans înseamnă „văzător” sau „ghicitor”. Prezicerile sale aparent exacte ale evenimentelor viitoare au fost de obicei înfășurate într-un format patriotic, religios. În timpul celui de-al doilea război al burilor acesta a dobândit o reputație care la făcut să fie un companion de încredere, și consilier al generalului de la Rey și președintelui Steyn. Adevărata măsură a influenței sale asupra acestor persoane este contestată, deși cei foarte religioși, ca de la Rey, îl considerau un profet al lui Dumnezeu.

## Previziuni
Viziunile sale despre viitor au început să apară destul de târziu, pe la începutul secolului al XX-lea. Inițial, van Rensburg le-a vorbit oamenilor despre războiul mondial, care urma să se producă și care va avea o mare învinsă, Germania. Imediat după acest război va apărea o mare pandemie, care va ucide milioane de oameni. Era vorba despre gripa spaniolă, care a nimicit până la de 90 de milioane de oameni conform ultimelor estimări.
Nicolaas van Rensburg a văzut viitorul atât de clar încât în previziunile sale se regăsesc numeroase pagini care, conform adepților săi, vorbesc despre: cel de-Al Doilea Război Mondial, independența Irlandei, Indiei și a țărilor africane, ONU, Noua Ordine Mondială, imoralitatea care va cuprinde întreaga omenire (homosexualitate, prostituție și pedofilie), nașterea unei boli care va ucide milioane de oameni (SIDA), declinul bisericii catolice, catastrofa de la Cernobîl (26 aprilie 1986), Războiul din Golf (1990-91), moartea prințesei Diana (29 august 1997) și alegerea unui cancelar mână de fier în fruntea Germaniei (în 2005).